# Physcomitrium washingtoniense
Physcomitrium washingtoniense là một loài Rêu trong họ Funariaceae. Loài này được H.A. Crum & L.E. Anderson mô tả khoa học đầu tiên năm 1955.